# Meienried
Meienried es una comuna suiza del cantón de Berna, situada en el distrito administrativo del Seeland. Limita al norte con la comuna de Büren an der Aare, al este con Dotzigen, al sur con Scheuren y al oeste con Safnern.
Hasta el 31 de diciembre de 2009 situada en el distrito de Büren.